# Wikcionário
Wikcionário (um amálgama das palavras "wiki" e "dicionário", em inglês: Wiktionary) é um projeto web multílingue pertencente à Fundação Wikimedia (sendo assim, projeto gêmeo da Wikipédia) com a finalidade de criar um dicionário eletrônico de conteúdo livre, disponível em mais de 172 línguas diferentes. Ao contrário do padrão normal de dicionários, este é escrito colaborativamente por voluntários que usam o software wiki, permitindo que os artigos possam ser alterados e modificados por quase todas as pessoas de acesso ao site.
Tal como o seu projeto gémeo Wikipédia, o Wikcionário é executado pela Wikimedia Foundation. Pelo fato de o Wikcionário não ser limitado por de espaço de imprensa, a maioria das versões de diferentes idiomas do Wikcionário fornece definições e traduções de palavras de diversas línguas, e algumas edições oferecem informações adicionais, tipicamente encontrados em tesauros e léxicos.

## História
O Wikcionário foi colocado on-line em 12 de dezembro de 2002 e anunciado por Erik Moeller, a partir de uma proposta de Daniel Alston e de uma ideia de Larry Sanger, cofundador da Wikipédia. Em 29 de março de 2004, as primeiras versões não-inglesas do Wikcionário foram iniciadas em francês e polonês. Outros Wikcionários em vários idiomas já foram iniciados, sendo que o Wikcionário em língua portuguesa iniciou suas atividades em 3 de maio de 2004. O site foi hospedado em uma URL temporária (wiktionary.wikipedia.org) até 1º de maio de 2004, quando finalmente mudou-se para o seu atual endereço próprio. Em novembro de 2008, o Wikcionário atingiu a marca dos mais de 3 milhões de entradas por todas as suas 172 versões. A maior das versões é a em língua francesa, com, atualmente, mais de 1 570 000 entradas. O Wikcionário em inglês foi ultrapassado no início de 2006 pela versão francesa, e apenas pôde voltar ao topo em setembro de 2006. Porém, em meados de 2008, a versão em língua francesa retornou a ultrapassar a inglesa novamente, e esta, em agosto do mesmo ano ultrapassou a francesa novamente. Durante setembro de 2008, as versões francesa e inglesa disputaram incessantemente a liderança. Finalmente, em outubro de 2008, a versão em francês ultrapassou sua rival. A versão em língua inglesa está, atualmente, na segunda colocação dentre as versões do Wikcionário com mais de 1 253 000 entradas. O Wikcionário é o único projeto wiki da Wikimedia Foundation na qual a versão em língua inglesa não é a líder absoluta. Nove versões de diferentes idiomas do Wikcionário, hoje em dia, contém mais de 100 000 entradas cada.

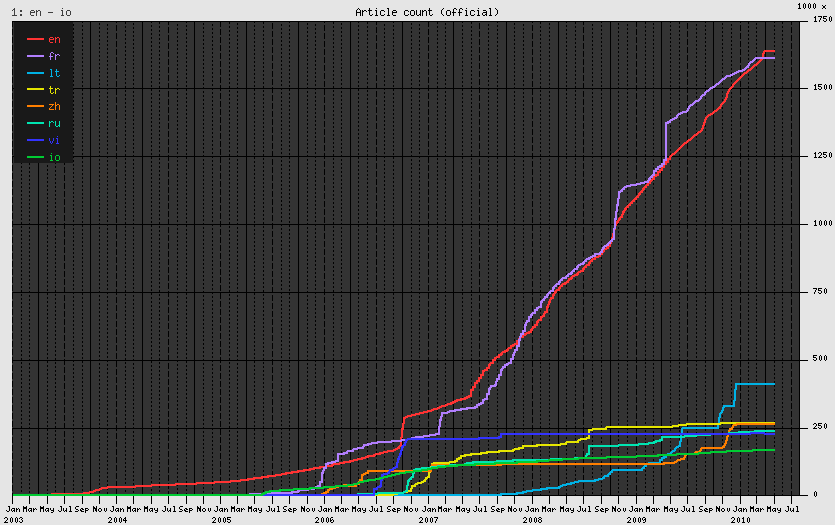
Imagem mostrando como o uso de robôs gera "saltos" no número de entradas de vários projetos. (Dados de 2003 a 2010).

Muitas versões do Wikcionário, inclusive a versão lusófona, atualmente utilizam um logotipo textual, feito por Brion Vibber, um desenvolvedor do MediaWiki. Apesar de frequentes discussões da modificação ou substituição o logotipo, a quarta fase do concurso realizado pela Wikimedia Foundation Meta-Wiki de setembro a outubro de 2006 não obteve uma grande participação da comunidade do Wikcionário como alguns membros da comunidade haviam esperado. O logotipo que venceu foi feito pelo usuário Smurrayinchester. Em junho de 2007, dezessete das versões do Wikcionário – francês, turco, vietnamita, árabe, italiano, sueco, coreano, neerlandês, lituano, pérsio, siciliano, ucraniano, albanês, inglês simples, corsa, uolofe e iídiche – haviam modificado seus logotipos pelo escolhido pelo concurso, ou suas variações. As versões restantes ainda utilizam o logotipo textual, no caso do Wikcionário em galego, um logotipo que representa um dicionário galego ostentando o Brasão de armas da Galiza.